# 角蜂鸟
角蜂鸟（学名：Heliactin bilophus），是雨燕目蜂鸟科的一种鸟类，是角蜂鸟属（学名：Heliactin）的唯一一种。
角蜂鸟体重约4.4克，翼长约47.8毫米，嘴峰长约18.5毫米，喙宽度约1.5毫米，喙厚度约1.7毫米，跗蹠长约4.2毫米，尾长约50.2毫米。角蜂鸟在其分布区内为留鸟，其栖息在半开放的中等高度的林地中，食性为草食性，主要食物来源是植物的花蜜。
角蜂鸟分布于苏里南最南端至巴西内陆和邻近的玻利维亚东部。该物种是单型物种，没有亚种分化。